# Formazioni di 1. Bundesliga austriaca di pallavolo femminile 2013-2014
Formazioni delle squadre di pallavolo partecipanti alla stagione 2013-2014 del campionato di 1. Bundesliga austriaca.

## Union Volleyball Club Graz
| N° | Nome               | Ruolo | Data di nascita   | Nazionalità sportiva |
| -- | ------------------ | ----- | ----------------- | -------------------- |
| -  | Sebastian Tatra    | All   | -                 | Austria              |
| 1  | Daphne Korb        | C     | 4 dicembre 1991   | Austria              |
| 2  | Bettina Schröttner | L     | 2 novembre 1986   | Austria              |
| 3  | Bianca Gangl       | P     | 22 luglio 1991    | Austria              |
| 4  | Mona Geßlbauer     | S/O   | 10 dicembre 1996  | Austria              |
| 5  | Ivona Jerković     | P     | 8 ottobre 1990    | Austria              |
| 6  | Eva Dumphart       | C     | 14 luglio 1991    | Austria              |
| 7  | Katerina Černjeka  | S     | 6 marzo 1991      | Croazia              |
| 7  | Gabriele Obendrauf | C     | 29 agosto 1990    | Austria              |
| 8  | Lisa Konrad        | S/O   | 17 settembre 1989 | Austria              |
| 9  | Anja Dörfler       | S     | 14 giugno 1993    | Austria              |
| 10 | Julia Böhm         | C     | 20 gennaio 1992   | Austria              |
| 14 | Celine Grebien     | P     | 29 luglio 1997    | Austria              |
| 16 | Maria Hödl         | S/O   | 6 febbraio 1995   | Austria              |
| 17 | Ana Skarlovnik     | S/O   | 22 luglio 1990    | Slovenia             |
| 18 | Julia Radl         | S     | 16 febbraio 1996  | Austria              |

## Turn und Sportverein Hartberg Volleyball
| N° | Nome                    | Ruolo | Data di nascita   | Nazionalità sportiva |
| -- | ----------------------- | ----- | ----------------- | -------------------- |
| -  | Borislav Bujak          | All   | 20 settembre 1967 | Austria              |
| 1  | Susanne Kreuzriegler    | S     | 28 agosto 1986    | Austria              |
| 6  | Stefanie Kreuzriegler   | S/O   | 4 settembre 1988  | Austria              |
| 7  | Julia Gamperl           | P     | 27 dicembre 1991  | Austria              |
| 9  | Sophia Kuntner          | P     | 29 gennaio 1997   | Austria              |
| 11 | Birgit Beinsen          | S     | 16 aprile 1976    | Austria              |
| 12 | Christina Kölbl         | L     | 12 dicembre 1987  | Austria              |
| 13 | Carina Lechner          | S     | 16 gennaio 1989   | Austria              |
| 15 | Jacqueline Hohenscherer | C     | 8 febbraio 1993   | Austria              |
| 16 | Julia Großschedl        | P     | 27 aprile 1993    | Austria              |
| 17 | Sarah Rechberger        | L     | 20 ottobre 1993   | Austria              |
| 18 | Ingrid Matzer           | S     | 20 luglio 1996    | Austria              |
| -  | Magdalena Hagen         | S     | 3 dicembre 1996   | Austria              |
| -  | Katharina Schützenhöfer | S     | 22 settembre 1993 | Austria              |
| -  | Michaela Simon          | C     | 3 dicembre 1992   | Austria              |
| -  | Jelena Vulin            | S/O   | 31 ottobre 1991   | Serbia               |
| -  | Melanie Zaunschirm      | C     | 23 agosto 1992    | Austria              |
| -  | Raffaela Zettl          | C     | 1º gennaio 1997   | Austria              |

## Akademische Turn- und Sportclub Wildcats Sparkasse Klagenfurt
| N° | Nome                 | Ruolo | Data di nascita   | Nazionalità sportiva |
| -- | -------------------- | ----- | ----------------- | -------------------- |
| -  | Jože Časar           | All   | 26 marzo 1978     | Austria              |
| 1  | Zala Kranjc          | P     | 22 agosto 1995    | Slovenia             |
| 2  | Lisa Schmerlaib      | C     | 17 novembre 1995  | Austria              |
| 3  | Saria Gschöpf        | S     | 13 ottobre 1995   | Austria              |
| 4  | Sabrina Müller       | C     | 1º marzo 1993     | Austria              |
| 5  | Anna Maria Bajde     | P     | 8 dicembre 1994   | Austria              |
| 6  | Iva Gutić            | S/O   | 30 agosto 1997    | Austria              |
| 7  | Annalena Graf        | C     | 29 settembre 1996 | Austria              |
| 8  | Katharina Holzer     | S     | 29 giugno 1988    | Austria              |
| 9  | Bianca Zass          | S     | 1º giugno 1985    | Austria              |
| 10 | Nicole Freller       | L     | 29 aprile 1996    | Austria              |
| 11 | Lucia Aichholzer     | S     | 21 settembre 1998 | Austria              |
| 12 | Daniela Fankhauser   | S     | 24 febbraio 1988  | Austria              |
| 14 | Marija Milosavljević | S/O   | 20 marzo 1990     | Serbia               |
| 15 | Martina Guggi        | S     | -                 | Austria              |
| 16 | Birgit Wüstenhagen   | S     | 1º dicembre 1989  | Austria              |
| -  | Julia Bergner        | S     | -                 | Austria              |
| -  | Jennifer Pirker      | C     | 3 gennaio 1989    | Austria              |
| -  | Marilena Preiml      | L     | 21 agosto 1996    | Austria              |
| -  | Valerie Torker       | P     | 16 febbraio 1999  | Austria              |

## Ti-Volley Innsbruck
| N° | Nome                | Ruolo | Data di nascita   | Nazionalità sportiva |
| -- | ------------------- | ----- | ----------------- | -------------------- |
| -  | Marco Angelini      | All   | -                 | Italia               |
| 1  | Sarah Markt         | L     | 14 giugno 1993    | Austria              |
| 2  | Regine Silberberger | S     | 28 dicembre 1984  | Austria              |
| 3  | Valentina Girardi   | L     | 23 settembre 1992 | Austria              |
| 4  | Dinka Taletović     | C     | 3 marzo 1994      | Austria              |
| 5  | Stephanie Sitz      | P     | 11 maggio 1984    | Austria              |
| 6  | Natascha Sailer     | S     | 16 marzo 1995     | Austria              |
| 7  | Lena Vogrin         | S     | 10 marzo 1990     | Austria              |
| 8  | Monika Chrtianska   | S/O   | 18 novembre 1996  | Austria              |
| 9  | Christina Plattner  | P     | 20 maggio 1994    | Austria              |
| 10 | Eva Meindl          | S     | 26 gennaio 1997   | Austria              |
| 11 | Mária Szívós        | S/O   | 29 maggio 1988    | Ungheria             |
| 12 | Daniela Traxler     | C     | 28 gennaio 1991   | Austria              |
| 13 | Lisa Vogler         | C     | -                 | Austria              |
| 15 | Stephanie Daxböck   | C     | 26 agosto 1994    | Austria              |
| -  | Nadine Doll         | C     | -                 | Austria              |
| -  | Manuela Haid        | C     | -                 | Austria              |
| -  | Vanessa Plunser     | S     | -                 | Austria              |
| -  | Hannah Salzgeber    | P     | 1994              | Austria              |
| -  | Alice Schimatzek    | C     | 1995              | Austria              |

## Volley Club Tirol
| N° | Nome               | Ruolo | Data di nascita   | Nazionalità sportiva |
| -- | ------------------ | ----- | ----------------- | -------------------- |
| -  | Dietmar Gassler    | All   | 19 settembre 1968 | Austria              |
| 2  | Melanie Lechner    | P     | 11 aprile 1996    | Austria              |
| 3  | Anna-Lisa Nosko    | L     | 5 settembre 1998  | Austria              |
| 5  | Sophia Feichter    | S     | 12 ottobre 1998   | Austria              |
| 6  | Dijana Jotanović   | S/O   | 19 agosto 1993    | Austria              |
| 7  | Denise Peer        | S/O   | 21 settembre 1996 | Austria              |
| 8  | Shannon Thompson   | C     | -                 | Stati Uniti          |
| 9  | Lindsay Brown      | P     | -                 | Stati Uniti          |
| 10 | Anna Gogg          | S/O   | 11 luglio 1994    | Austria              |
| 11 | Nikolina Maroš     | C     | 8 maggio 1997     | Austria              |
| 12 | Sarah Örley        | C     | 6 ottobre 1996    | Austria              |
| 13 | Carrie Gurnell     | S     | 13 marzo 1988     | Stati Uniti          |
| 14 | Ines Martić        | S     | 19 agosto 1995    | Austria              |
| 15 | Samia Baji         | L     | -                 | Austria              |
| -  | Linda Margreiter   | -     | -                 | Austria              |
| -  | Doris Martić       | -     | -                 | Austria              |
| -  | Laura Plunser      | -     | -                 | Austria              |
| -  | Michaela Silvestri | P     | 29 agosto 1980    | Austria              |
| -  | Martyna Walter     | -     | -                 | Austria              |

## ASKÖ Linz-Steg
| N° | Nome              | Ruolo | Data di nascita  | Nazionalità sportiva |
| -- | ----------------- | ----- | ---------------- | -------------------- |
| -  | Rogelio Hernández | All   | -                | Italia               |
| 1  | Valerie Teufl     | C     | 4 settembre 1986 | Austria              |
| 2  | Sarah Berger      | L     | 6 luglio 1996    | Austria              |
| 3  | Viktoria Zauner   | P     | 29 novembre 1989 | Austria              |
| 4  | Stephanie Krepper | S/O   | 22 marzo 1996    | Austria              |
| 6  | Zeliha Erdem      | C     | 6 aprile 1993    | Austria              |
| 7  | Patricia Teufl    | L     | 15 ottobre 1991  | Austria              |
| 8  | Elisabeth Klopf   | S     | 21 aprile 1980   | Austria              |
| 9  | Ramona Aricò      | S/O   | 30 ottobre 1985  | Italia               |
| 10 | Katherina Krepper | S     | 12 febbraio 1998 | Austria              |
| 11 | Silvia Fondriest  | C     | 29 dicembre 1988 | Italia               |
| 12 | Rachel Gerling    | S/O   | 13 agosto 1984   | Austria              |
| 15 | Megan Cyr         | P     | 1º giugno 1990   | Canada               |
| -  | Jordan Holcomb    | S     | 20 novembre 1990 | Stati Uniti          |
| -  | Camryn Irwin      | P     | 25 aprile 1992   | Stati Uniti          |
| -  | Erin Johnson      | C     | 27 dicembre 1990 | Stati Uniti          |

## UVF Melk
| N° | Nome               | Ruolo | Data di nascita   | Nazionalità sportiva |
| -- | ------------------ | ----- | ----------------- | -------------------- |
| -  | Marián Uvaček      | All   | -                 | Slovacchia           |
| 1  | Bettina Valissik   | P     | 25 settembre 1992 | Austria              |
| 5  | Katharina Jusufi   | C/O   | 7 dicembre 1991   | Austria              |
| 6  | Kathrin Steininger | S/O   | 19 giugno 1992    | Austria              |
| 7  | Judith Netz        | C     | 3 marzo 1992      | Austria              |
| 9  | Alina Styra        | L     | 23 settembre 1983 | Germania             |
| 10 | Julia Rappel       | S     | 17 agosto 1989    | Austria              |
| 11 | Kerstin Riegler    | S     | 20 marzo 1990     | Austria              |
| 12 | Bianca Schuhmacher | L     | 20 luglio 1992    | Austria              |
| 13 | Elisabeth Brunner  | S/O   | 20 marzo 1986     | Austria              |
| 14 | Susann Nitzsche    | C     | 3 novembre 1984   | Germania             |
| 15 | Marion Luda        | S     | 19 giugno 1983    | Austria              |
| 17 | Martina Seidl      | P     | 17 dicembre 1985  | Austria              |
| -  | Johanna Einsiedler | -     | -                 | Austria              |
| -  | Gabriele Pemmer    | S/O   | 24 febbraio 1984  | Austria              |

## PSV Volleyballgemeinschaft Salzburg
| N° | Nome                 | Ruolo | Data di nascita  | Nazionalità sportiva |
| -- | -------------------- | ----- | ---------------- | -------------------- |
| -  | Ulrich Sernow        | All   | 25 novembre 1958 | Austria              |
| 1  | Kathrin Bruckmoser   | S/O   | 7 gennaio 1997   | Austria              |
| 2  | Lisa Sernow          | C     | 1994             | Germania             |
| 3  | Christiane Entacher  | P     | 23 agosto 1994   | Austria              |
| 4  | Sanda Gavrić         | S     | 3 dicembre 1990  | Austria              |
| 5  | Irene Santa Maria    | L     | 1988             | Austria              |
| 6  | Cornelia Hofmeister  | P     | 9 maggio 1985    | Austria              |
| 7  | Katharina Brötzner   | C     | 9 gennaio 1996   | Austria              |
| 8  | Lara Weitgasser      | L     | -                | Austria              |
| 9  | Christine Rösslhuber | S     | 29 maggio 1987   | Austria              |
| 10 | Milica Perić         | S/O   | 1994             | Serbia               |
| 11 | Birgit Ebster        | S     | 12 agosto 1992   | Austria              |
| 12 | Denise Windhofer     | S     | 1985             | Austria              |
| 13 | Anna Madl            | S     | 1997             | Austria              |
| 14 | Elisabeth Schilcher  | S/O   | -                | Austria              |
| 15 | Monika Freudl        | C     | -                | Austria              |
| -  | Lisa Deisl           | S     | -                | Austria              |
| -  | Christina Villefort  | S     | -                | Austria              |

## Schwechat Post
| N° | Nome                 | Ruolo | Data di nascita   | Nazionalità sportiva |
| -- | -------------------- | ----- | ----------------- | -------------------- |
| -  | Zuzana Tlstovičová   | All   | -                 | Slovacchia           |
| 1  | Katharina Almer      | S/O   | 15 gennaio 1988   | Austria              |
| 3  | Lisa Chukwuma        | S     | 17 giugno 1992    | Austria              |
| 4  | Sonja Katz           | S     | 16 giugno 1995    | Austria              |
| 5  | Erika Salanciová     | S     | 14 giugno 1991    | Slovacchia           |
| 7  | Renáta Sándor        | S     | 15 dicembre 1990  | Ungheria             |
| 9  | Nina Herelová        | C     | 30 luglio 1993    | Slovacchia           |
| 10 | Tamina Huber         | L     | 5 marzo 1994      | Austria              |
| 11 | Samira Jankowsky     | C     | 11 febbraio 1992  | Austria              |
| 12 | Sabrina Enzinger     | P     | 7 novembre 1990   | Austria              |
| 13 | Ivana Zburová        | P     | 30 aprile 1982    | Slovacchia           |
| 13 | Elisabeth Steiner    | P     | 13 marzo 1993     | Austria              |
| 14 | Terézia Hinzellerová | L     | 30 settembre 1988 | Slovacchia           |
| 15 | Cornelia Rimser      | S     | 1º maggio 1992    | Austria              |
| 16 | Srna Marković        | S     | 6 giugno 1996     | Austria              |
| 17 | Viktoria Fink        | C     | 14 marzo 1996     | Austria              |
| 18 | Anita Oppenauer      | C     | 20 giugno 1996    | Austria              |
| -  | Dana Schmit          | P     | 20 luglio 1997    | Austria              |
| -  | Christina Wallinger  | C     | 14 gennaio 1991   | Austria              |

## WSV Eisenerz Trofaiach
| N° | Nome                | Ruolo | Data di nascita | Nazionalità sportiva |
| -- | ------------------- | ----- | --------------- | -------------------- |
| -  | Janko Hochstätter   | All   | -               | Slovenia             |
| 2  | Birgit Schöttl      | C     | 24 ottobre 1993 | Austria              |
| 3  | Ashley Genslak      | S/O   | -               | Stati Uniti          |
| 4  | Nina Nesimović      | C     | 8 novembre 1996 | Austria              |
| 5  | Alina Dedić         | S/O   | 4 maggio 1986   | Bosnia ed Erzegovina |
| 6  | Katrin Sinkovits    | C     | -               | Austria              |
| 7  | Ivana Stojčević     | S     | -               | Austria              |
| 8  | Maria Witsch        | P     | 23 gennaio 1994 | Austria              |
| 9  | Hana Hochstätter    | P     | -               | Slovenia             |
| 10 | Elisabeth Rossegger | L     | -               | Austria              |
| 11 | Corina Breuss       | S     | -               | Austria              |
| -  | Mirjeta Berisha     | -     | -               | Austria              |
| -  | Tina Kulhanek       | L     | -               | Austria              |
| -  | Theresa Micheli     | -     | -               | Austria              |
| -  | Julia Mitter        | -     | -               | Austria              |
| -  | Eva Pratschke       | S     | -               | Austria              |
| -  | Lena Schreilechner  | -     | -               | Austria              |
| -  | Vanessa Wagner      | -     | -               | Austria              |

## Volley Team Roadrunners
| N° | Nome                | Ruolo | Data di nascita   | Nazionalità sportiva |
| -- | ------------------- | ----- | ----------------- | -------------------- |
| -  | Eva Brodyová        | All   | -                 | Slovacchia           |
| 1  | Ana Arsenijević     | C     | 7 settembre 1997  | Austria              |
| 2  | Robina Kuntara      | C     | -                 | Austria              |
| 3  | Daniela Valissik    | S     | -                 | Austria              |
| 4  | Elma Srebrenica     | P     | -                 | Austria              |
| 5  | Marlene Fink        | -     | -                 | Austria              |
| 5  | Alice Rottmann      | S/O   | 17 maggio 1986    | Austria              |
| 6  | Melanie Slawik      | P     | 20 agosto 1990    | Austria              |
| 7  | Elisa Rezac         | S     | -                 | Austria              |
| 8  | Sandra Gradwohl     | S/O   | -                 | Austria              |
| 9  | Sabine Schaller     | -     | -                 | Austria              |
| 9  | Sarah Rezac         | P     | 13 settembre 1996 | Austria              |
| 10 | Gabriele Zika       | S/O   | -                 | Austria              |
| 12 | Sophie Haselsteiner | L     | -                 | Austria              |
| 13 | Jessica Roedl       | S     | -                 | Austria              |
| 14 | Johanna Warm        | S     | -                 | Austria              |
| 15 | Rosalinda Seidl     | S     | 23 marzo 1993     | Austria              |
| 17 | Elisabeth Leitner   | C     | 8 gennaio 1990    | Austria              |
| 18 | Lina Gorbach        | C     | -                 | Austria              |

## Sokol Wien
| N° | Nome                     | Ruolo | Data di nascita   | Nazionalità sportiva |
| -- | ------------------------ | ----- | ----------------- | -------------------- |
| -  | Jiří Šiller              | All   | -                 | Austria              |
| 2  | Alina Poljanc            | -     | 2 marzo 1996      | Austria              |
| 4  | Sonja Katz               | S     | 16 giugno 1995    | Austria              |
| 5  | Emilia Mory              | -     | -                 | Austria              |
| 7  | Monika Bauer             | L     | -                 | Austria              |
| 8  | Dana Schmit              | P     | 20 luglio 1997    | Austria              |
| 9  | Chiara-Maria Freynschlag | -     | -                 | Austria              |
| 10 | Tamina Huber             | L     | 5 marzo 1994      | Austria              |
| 13 | Elizabeth Steiner        | -     | -                 | Austria              |
| 14 | Theresa Jenner           | S     | 23 gennaio 1998   | Austria              |
| 16 | Srna Marković            | S     | 6 giugno 1996     | Austria              |
| 17 | Viktoria Fink            | C     | 14 marzo 1996     | Austria              |
| 18 | Anita Oppenauer          | C     | 20 giugno 1996    | Austria              |
| 19 | Victoria Höfer           | -     | -                 | Austria              |
| 20 | Marlene Jahn             | -     | -                 | Austria              |
| 21 | Lisa Schmirl             | S/O   | 7 novembre 1993   | Austria              |
| 22 | Eunice Munsi             | S     | -                 | Rep. del Congo       |
| 23 | Andjela Pejić            | -     | -                 | Austria              |
| 24 | Isabella Pleninger       | -     | -                 | Austria              |
| 25 | Katrin Nussmüller        | P     | 23 settembre 1994 | Austria              |